# 神戸電気鉄道3000系電車
神戸電気鉄道3000系電車（こうべでんきてつどう3000けいでんしゃ）は、神戸電気鉄道（現・神戸電鉄）が1973年（昭和48年）から導入を開始した通勤形電車。
本記事では、編成単位で表記する必要がある場合は有馬温泉・三田・粟生方先頭車の車両番号で代表し、3017編成のように表現する。

## 概要
神戸電鉄では1960年（昭和35年）にデ300形を導入し、これを最優秀車両とした。一方で通勤車両はデ300形後期型を基本とした1000系列の増備を順次行って通勤車両の充実と近代化を図り、1973年（昭和48年）上期の車両保有数は102両に達した。
そこで在籍車両100両突破を記念し、デ300形にかわる急行列車向けの最優秀車両を製作することになり企画されたのが3000系である。
神戸電鉄土地経営部・神鉄不動産をはじめとした官民沿線開発による乗客増加と、急行列車への使用を想定した旅客サービスの向上に対応するため、冷房装置を装備した4両固定編成として登場した。
車両形式が3000系となったのは、2000番台を電気機関車で使用しており、デ300形の3の縁起を担いだからとされる。
軽合金製車体による斬新な車体デザインや、日本初である「抑速定速度運転機能」などは当時珍しく、1974年（昭和49年）の鉄道友の会ローレル賞（当時は投票制）の選定では、西鉄2000形電車の455票に次ぐ獲得票数となった。車両設計は神鉄設計、製造は川崎重工業が担当している。
また、神戸電鉄や関係会社の名義で執筆された社史・雑誌記事においては、本形式を高性能車と明確に区別する目的で「超高性能車」と表現する例がしばしば見られる。これは本形式登場以前および本形式と並行して製作されてきた高性能鋼製車群に対し、アルミ合金を採用した軽量車体や日本初である定速度抑速制御装置の採用など、構造面や機能面において他形式より極端に秀でていたために使用された婉曲表現であり、性能的（出力）には従来車と変わりがない。また登場当初に神戸電鉄が執筆した文書では「近代車」という表現も見られた。
1991年（平成3年）の2000系デビューまでは、神戸電鉄のフラッグシップ形式であり、テレビCMでも本形式の映像が使われていたほか、各種パンフレットや社用封筒、雑誌広告、駅のピクトグラムなどにおいても、本系列の写真やイラストが広く使われた。また神鉄グループにおけるシンボル的存在でもあり、子会社の各種発行物にも本形式の写真が多用されていた。

## 車体
神戸電鉄で初めて採用されたアルミニウム合金製車体 であり、主要アルミニウム材料はA7N01・A5083・A5005の3種類である。在来車両と同じく全長は18 m級とし、車体長は17,500 mmである。
有馬線の急行列車への運用を前提としているが、ラッシュ時に対応すべく扉は両開き3扉を新製車では初採用、扉幅は1,300 mmとなった。前面は非貫通で折妻の2面構成とし、窓上に種別と行先を表示する方向幕とその外側に尾灯を設置、窓下両側にヘッドライトを配置している。導入当時の神戸電鉄では、普通列車・各駅停車列車の場合、種別幕は白幕を掲出していたが、本形式は急行向けとして導入したこともあって普通列車・各駅停車列車で運用される場合は「普通」幕を掲出した。
側窓は幅920 mm×高さ870 mmの大型下降窓を採用、バランサーを装備しており任意の位置で止めることができる。塗装はアルミ地肌を生かしたクリアラッカー仕上げとし、初期車および中期車の新製時は側窓周りと車体裾にオレンジを配した。このデザインは登場当時TBS系列（地元の関西地区は朝日放送）で放送されていたウルトラマンシリーズから『ウルトラマン電車』のニックネームがある。これにちなんで、2025年には円谷プロダクションと神戸電鉄・神戸電鉄グループによるコラボレーション企画「神戸電鉄ウルトラプロジェクト」が行われることになった。
内装の化粧板は、従来の淡青色のアルミデコラに代わり木目模様を採用、阪急電鉄や南海電気鉄道と同様のマホガニー模様であるが、色は薄茶色となっている。天井は平天井となり、中央に冷房の吹出口、両側に蛍光灯を2列配置している。
乗務員室は非貫通の全室式で、運転台は足元が広く乗務員の居住性向上にも繋がっている。マスコンハンドルは人間工学的見地から横軸式を採用し、手前に引くと力行、奥に押すと抑速制動の位置となっている。導入当初は急行列車に使用することもあって、車掌台側にも乗務員用座席があった（現在は全車撤去）。警笛はダブルホーンを採用する。

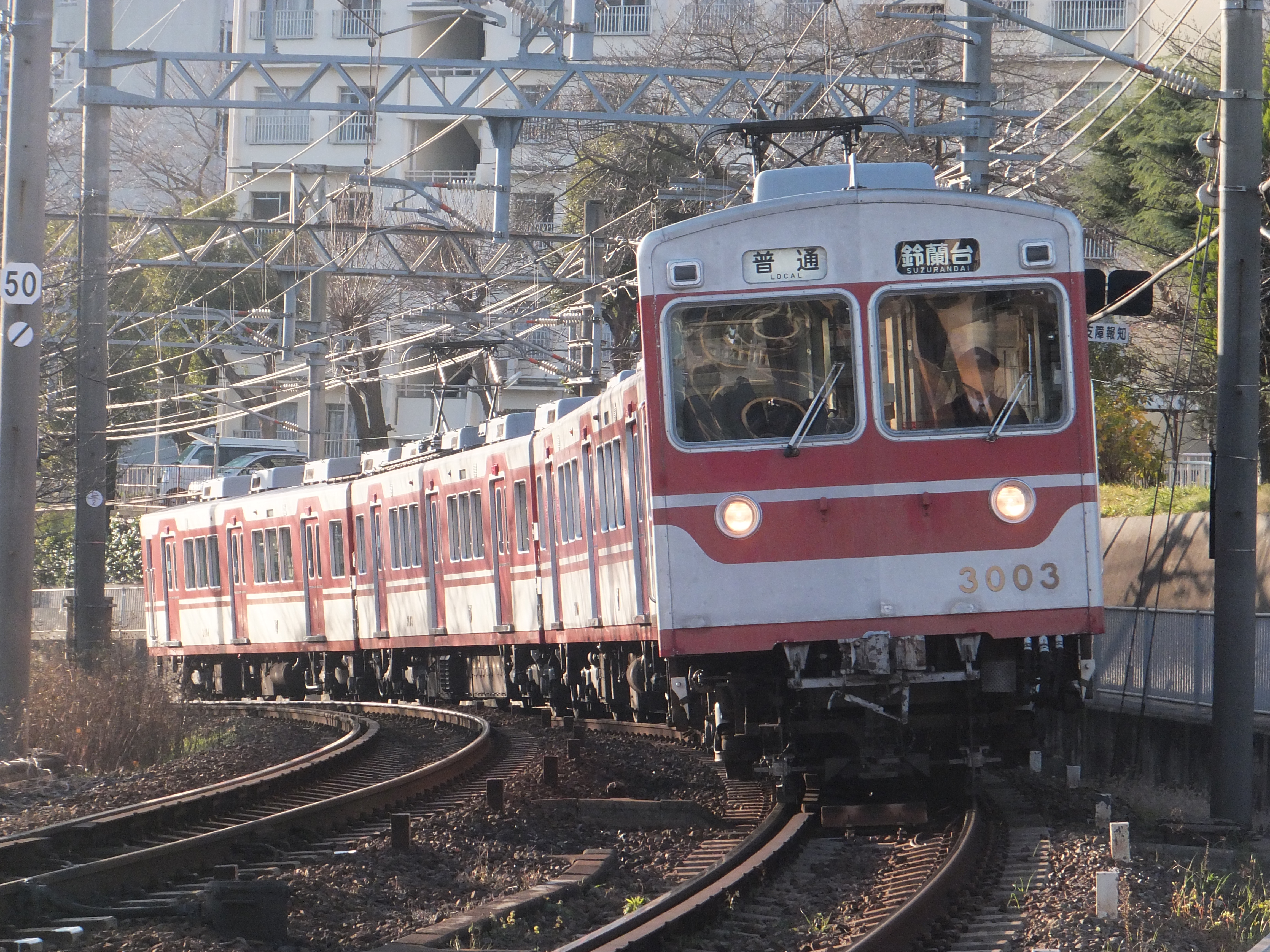
尾灯凸型タイプ（3003編成）
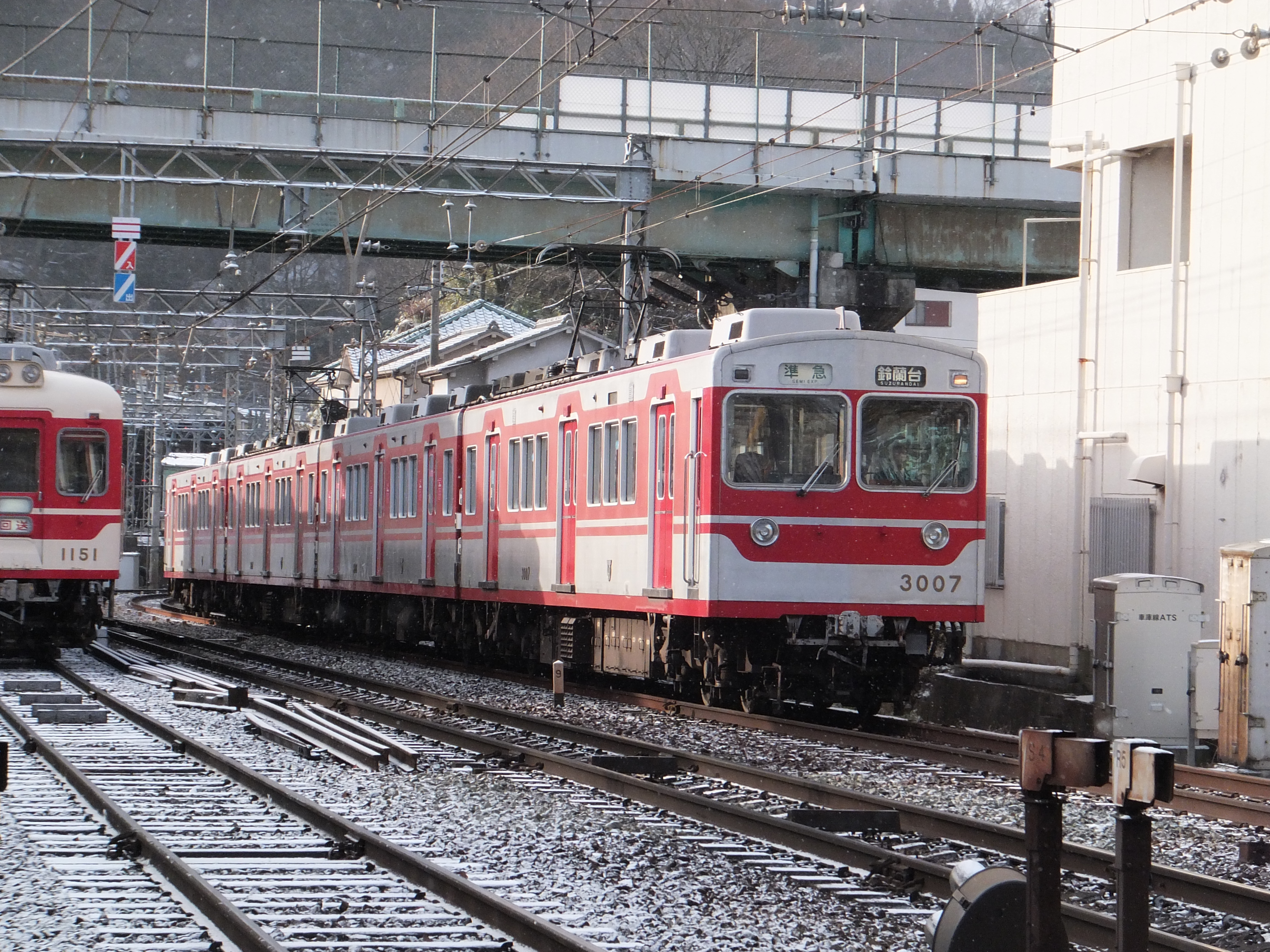
尾灯凹型タイプ（3007編成）
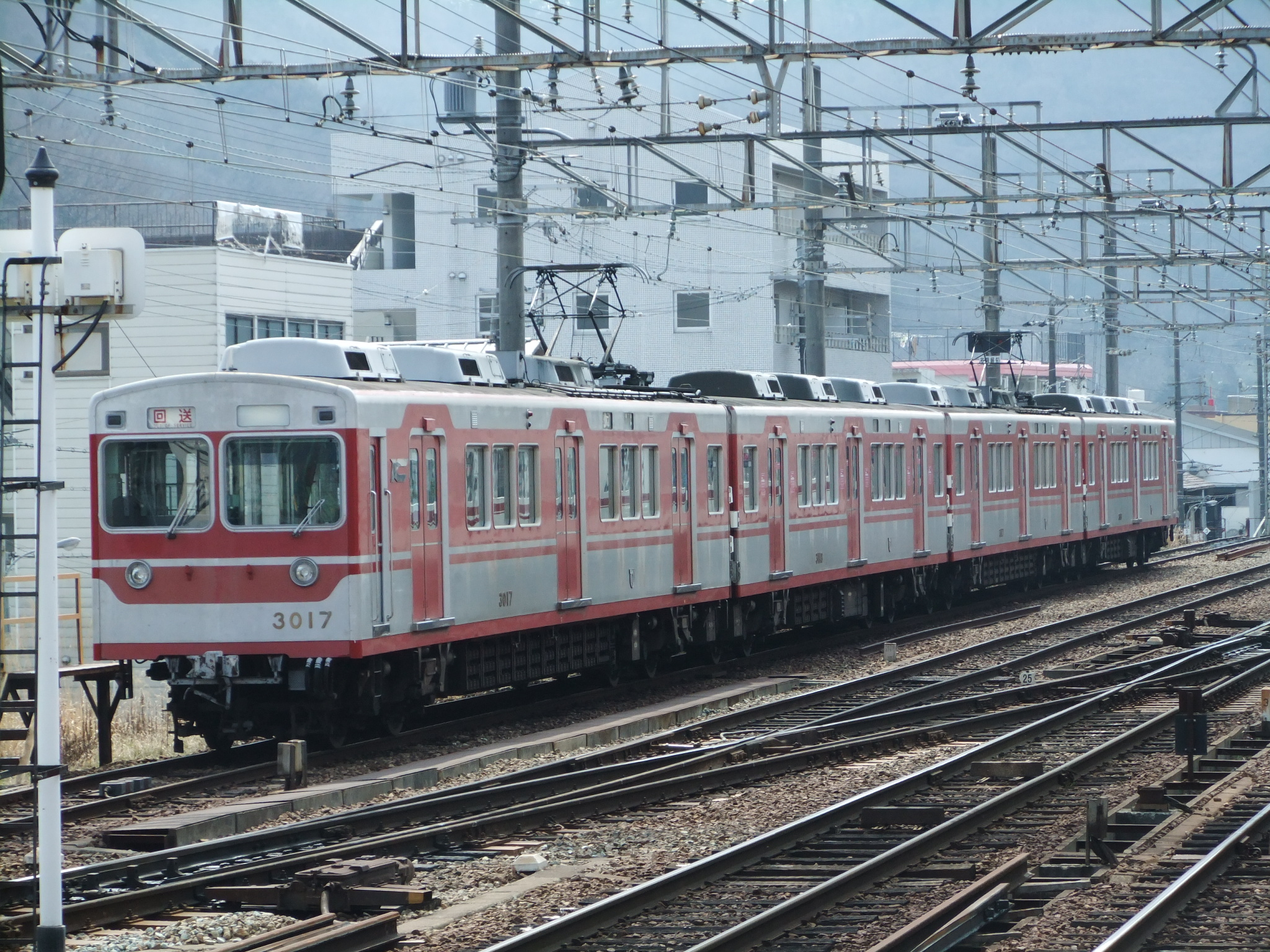
Kマーク付きタイプ（3017編成）
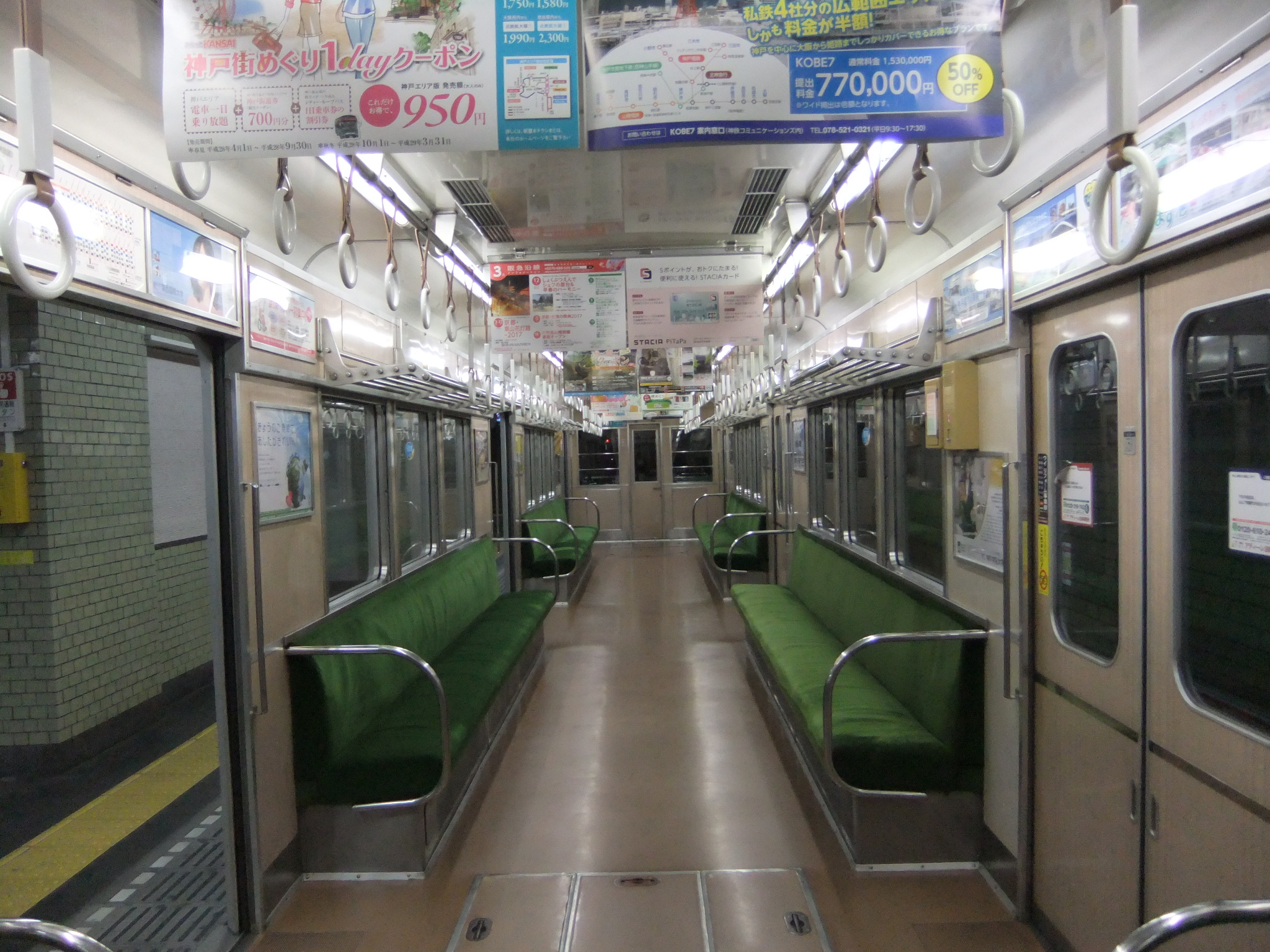
3003車内

## 主要機器

### 制御装置・主電動機
主電動機は1000系列と同系列の直流直巻電動機であるMB-3054-Cを採用した。出力は75 kWで、1両に4基搭載される。
制御装置は電動カム軸式自動総括制御で発電ブレーキ機能を有する。制御方式はいわゆるMM'ユニット方式、制御単位は1C8Mで、2・4・6両での組成が可能である。制御器は多段式の三菱電機製ABFM-108-15MDHを採用、制御装置を3000形奇数車 (cM) と3100形奇数車 (M) に搭載、電動機を4個ずつ直列として2群を制御、段数は直列17段・並列8段・弱め界磁4段の計29段で構成される。
また、下り急勾配区間用の定速度抑速制御装置を設置、マスコンからの指令により乗客の多少、勾配の変化（40～50‰）、車輪径の変化などにかかわらず補助電源装置からの添加励磁電流の制御により定速度抑速運転が行われる。駆動装置はWNドライブ方式を採用し、歯車比は7.07である。

### 台車
3013編成まではウイングばね軸箱守式軸箱支持方式ダイレクトマウント台車のKW-12を採用した。枕ばねに空気ばねを使用することで走行安定性の向上を図った 。基礎ブレーキは両抱き式の踏面ブレーキで、制輪子は勾配区間に適した鋳鉄制輪子を採用している 。3015編成以降は軸梁式のKW-67を採用した。

### 集電装置
パンタグラフは前後方向の省スペース化が可能な下枠交差型のPT-4808-A-Mを採用し、奇数車の神戸方に搭載している。

### ブレーキ
ブレーキ装置は電磁直通ブレーキのHSC-Dで、勾配区間用の抑速制動5段と非常電制、保安ブレーキも併せて装備する。
非常電制については非常ブレーキ操作後一定時間（3秒間）空制が作用しない場合、気圧スイッチでこの状態を検知し、空気ブレーキの作用しない車両のみ自動的に非常電制が作用して、制動距離が伸びるのを防止する。この機構は本系列において初めて自動化された。

### 補助電源・空気圧縮機
補助電源装置は定速度抑速制御装置や冷房を搭載した関係から大容量のMG-111-S電動発電機を採用。容量は75kVAである。後期グループでは前記のMGに代えて70kVAのNC-FAT70A静止形インバータを採用。電動空気圧縮機は実績のあるレシプロ式だが、空気ばね台車であることから吐出容量を毎分2100リットル以上としたC-2000-Mを採用した。これら補機類は3000形偶数車 (M'c) と3100形偶数車 (M') に搭載する。

### 冷房装置
神戸電鉄初の冷房車として集約分散式冷房装置を採用し、前期形はCU-18（8,500kcal/h×4）を装備した。後期形ではCU-193R (10,500kcal/h×3) に変更、冷風吹出口も従来のスポット方式からラインフロー方式に変更された。ただし、後期形を含めてスイープファンは非装備である。

## 建造・編成の推移

### 3001編成 - 3005編成
1973年（昭和48年） - 1975年（昭和50年）に建造された。

### 3007編成 - 3011編成
1978年（昭和53年） - 1981年（昭和56年）に建造された。3005編成以前はグレーであった車内床が本グループより茶色に変更された。また本グループ以降は尾灯が凸型から凹型に変更された。

### 3013編成
1989年（平成元年）に建造された。前面方向幕が拡大されたほか、側面方向幕が一体タイプからセパレートタイプとなった。また客室内も全面的に改良が加えられ、車体側面にはKマークが取り付けられた。

### 3015編成・3017編成
1990年（平成2年）以降に建造された。3013編成と同仕様であるが、走行装置が変更されている。また客用扉窓の支持方式が改良された。

## 運用

### 営業列車
導入開始当初
急行列車向けとして製作された同形式は、1973年（昭和48年）10月1日ダイヤ改正より新開地 - 有馬温泉間の急行に導入（一部で他種別にも運用）された。三田線および粟生線には一切入線せず、神戸高速鉄道南北線（現・神戸電鉄神戸高速線）と有馬線のみで営業運用が行われていた。
1975年3月19日以降
有馬口 - 岡場間および鈴蘭台 - 押部谷間でも使用できるよう使用線区変更届を提出し、1975年（昭和50年）3月19日に認可された。これにより同日から粟生線と三田線でも営業運転が行われるようになった。しかしこれ以降も新開地 - 有馬温泉間の急行運用がメインとなっていた。のちに道場南口まで営業運転が開始された。
1978年11月12日以降
1978年（昭和53年）11月12日より押部谷 - 志染間でも営業運転を開始した。
1991年3月31日以降
1991年（平成3年）3月31日より道場南口 - 三田間でも営業運転を開始した。これにより三田線全線で運転されるようになった。
2001年6月23日以降
2001年（平成13年）6月23日より志染 - 粟生間でも営業運転を開始した。これにより粟生線全線で運転されるようになった。
現在は神戸高速線・有馬線・三田線・粟生線の全種別で他形式4連と共通運用されている。公園都市線の定期列車は3両編成のみのため、定期運用は実施されていない。

### 御乗用列車
1980年（昭和55年）7月23日、当時の皇太子・皇太子妃が乗車した特別列車（御乗用列車）が新開地 - 志染間で運転され、本系列の3009編成が充当された 。

## 近年のうごき

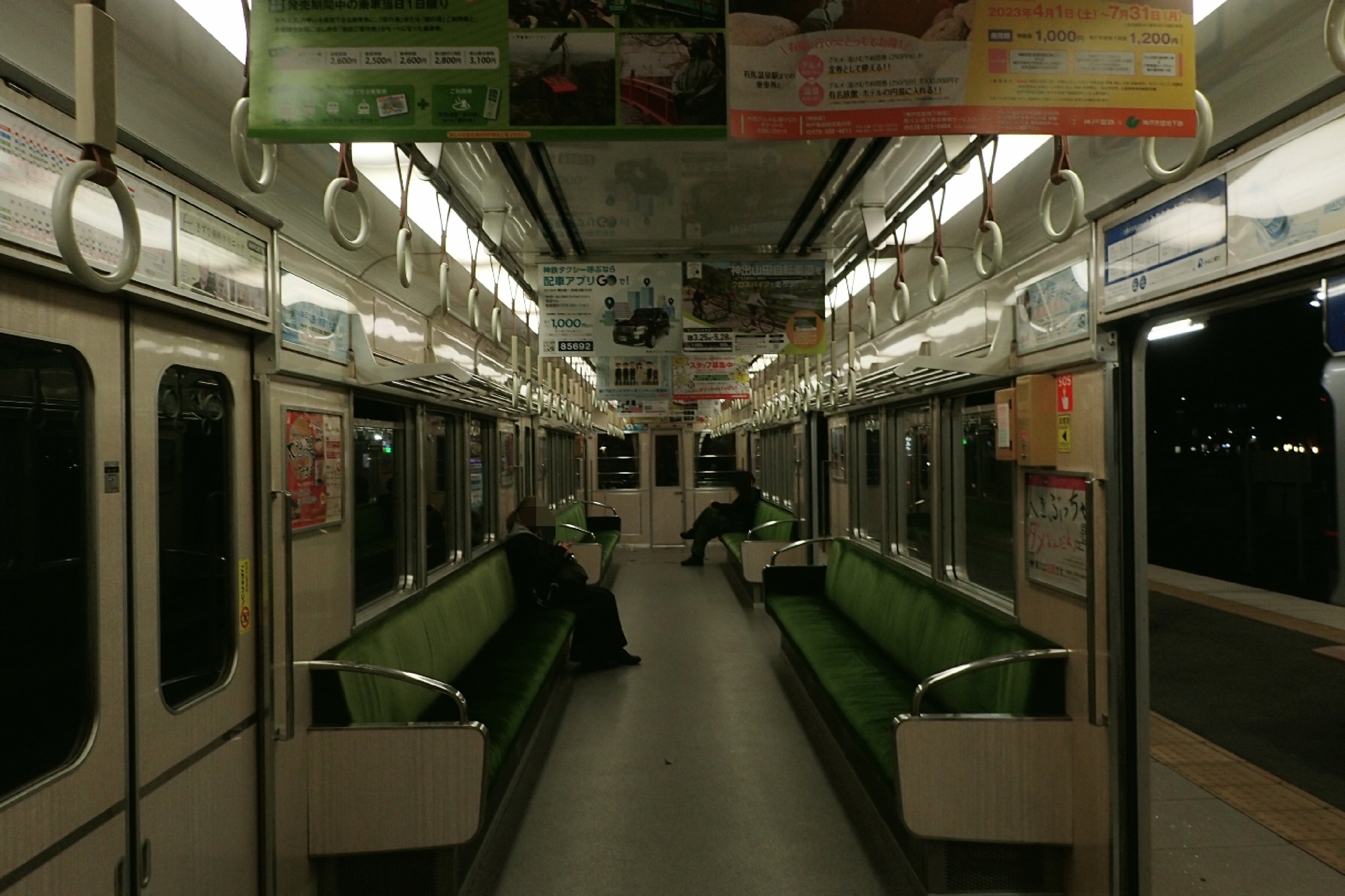
内装更新編成の車内

3000系は多段制御や定速運転機能などといった他系列にはない特殊な装置を装備しており、これらの部品調達が困難になっていることから運用離脱や廃車が発生している。
一方で、本形式において建造が比較的後年である編成は、2023年（令和5年）より車内床面貼り替えといった内装リニューアルが実施されており、現在は3013編成・3015編成・3017編成に施工されている。また、これら後期車両を中心に一部床下機器の更新が実施されている。

このほか最終増備編成の3017編成は、通常塗装（ブライトレッド・アルミ地肌色）のフルラッピングが施工されている。

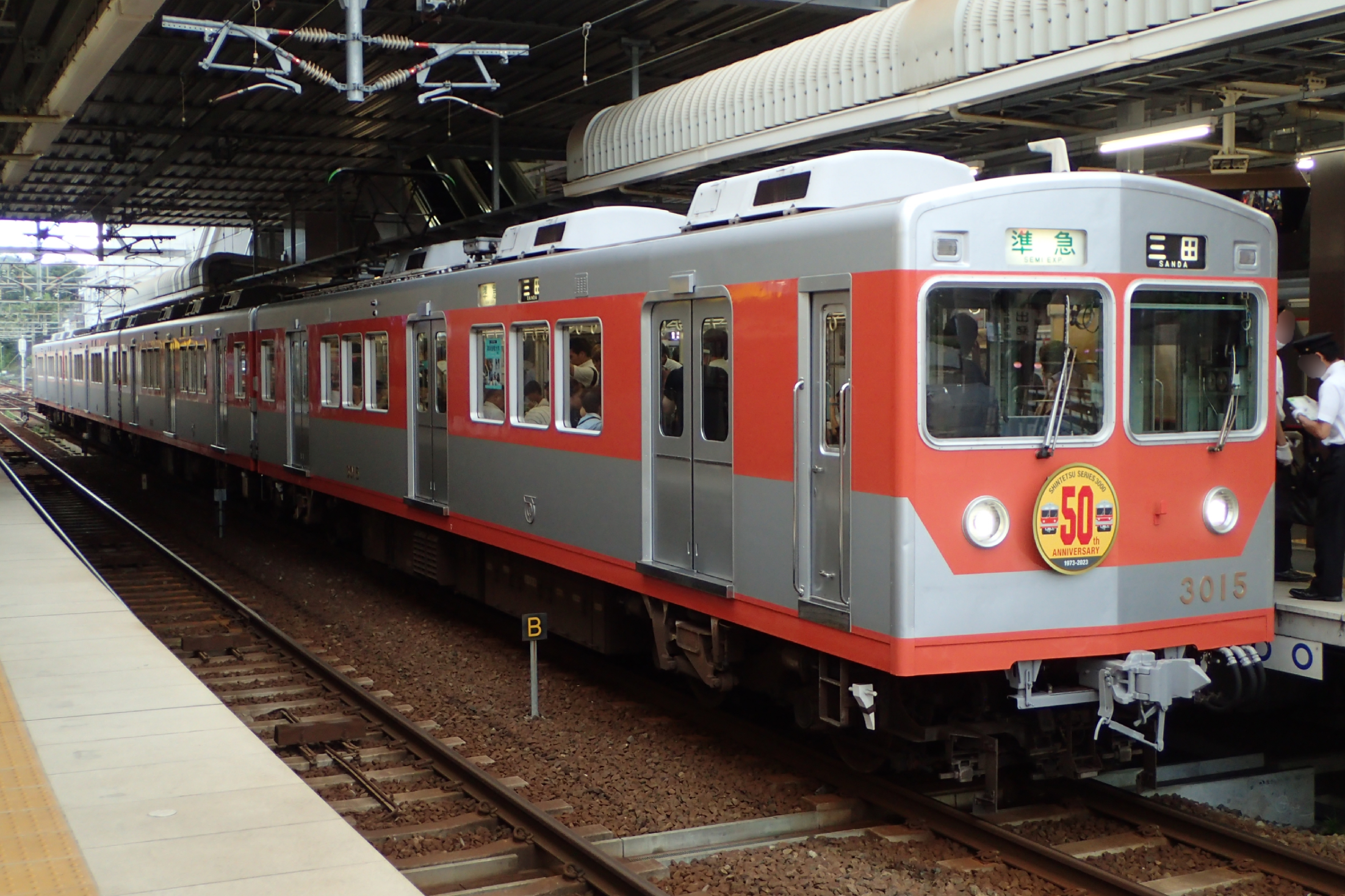
3000系メモリアルトレイン

## メモリアルトレイン
2023年、神戸電鉄の「開業95周年記念イベント」に関連して、本系列の3015編成が3001編成 - 3011編成登場時の姿に復刻された。復刻に当たっては、車体の全てラッピングとし、Kマークも外すなどの改造が行われた。同年7月29日に谷上駅2番線でお披露目会が実施され、その翌日に試運転を実施。その後は通常の車両と同様に営業運転に就いている。

## ウルトラ大作戦ラッピング
2025年4月1日、神戸電鉄グループの採用強化キャンペーン「ウルトラ大作戦」に関連し、本系列の3017編成がウルトラマンを模したデザインにラッピングが施された。ラッピングに当たっては、車体の先頭車のみをラッピングし、中間車はラッピングなしとし、車体中央部分にある神戸電鉄の社紋を取り外すなどの改造が行われた。2025年4月1日より、通常の車両と同様に営業運転に就き始め、2026年3月31日にて終了する予定である。

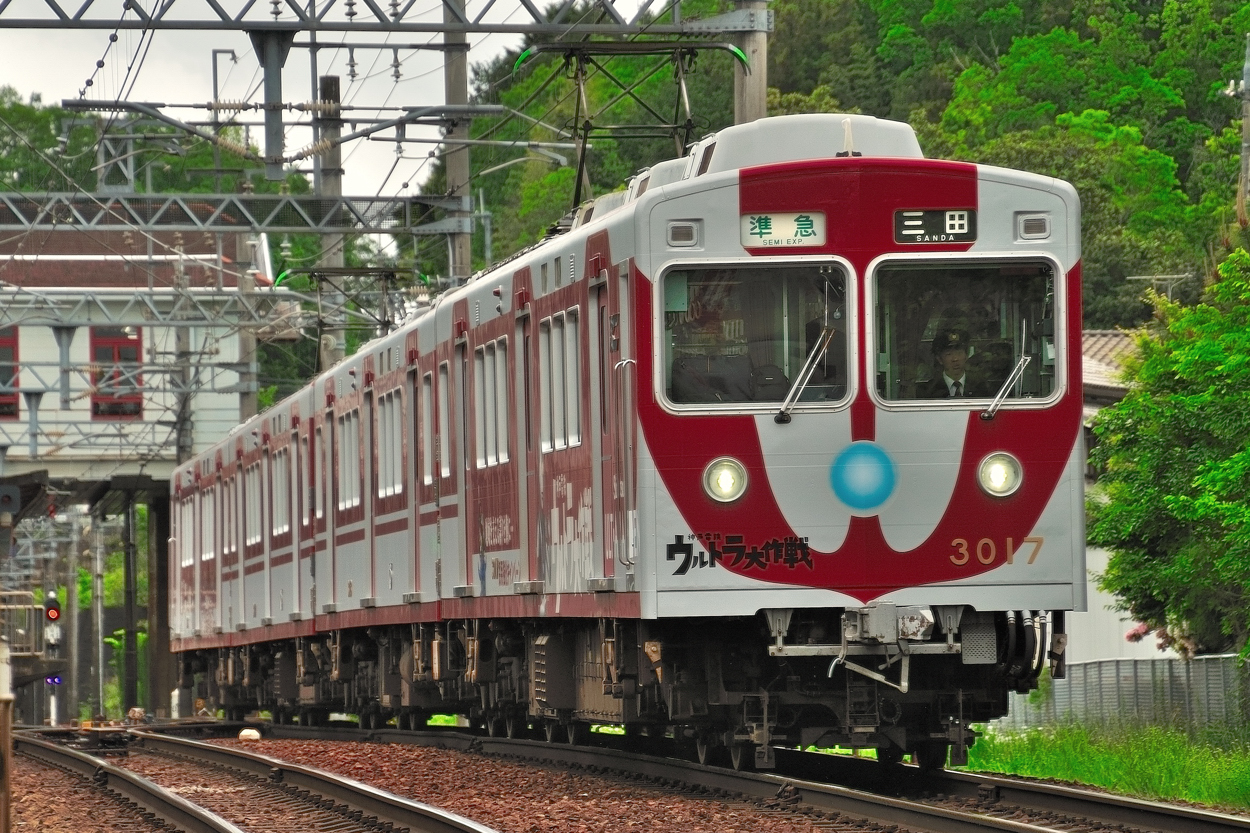
ウルトラ大作戦ラッピング塗装編成。（ウルトラマンラッピング塗装。）

## 編成

### 編成構成
全電動車の4両固定編成で組成され、形式は先頭車がデ3000形、中間車デ3100形である 。編成は有馬方より Mc1-M2-M1-Mc2 で2両ずつを1ユニットとし、3001-3102-3101-3002のように組成する 。中間車の奇数と偶数の順序を先頭車と逆にしており、Mc1・M1車を奇数、Mc2・M2車を偶数で揃えている 。

### 編成表
2025年3月1日現在
| ← 有馬温泉・三田・粟生新開地 → | ← 有馬温泉・三田・粟生新開地 → | ← 有馬温泉・三田・粟生新開地 → | ← 有馬温泉・三田・粟生新開地 → | 竣工           | 廃車          | 備考                                 |  |
| Mc1                            | M2                             | M1                             | Mc2                            |                |               |                                      |  |
| 3001                           | 3102                           | 3101                           | 3002                           | 1973年9月26日  | 2014年3月31日 |                                      |  |
| 3003                           | 3104                           | 3103                           | 3004                           | 1974年7月5日   | 2018年2月1日  |                                      |  |
| 3005                           | 3106                           | 3105                           | 3006                           | 1975年7月26日  | 2022年8月24日 |                                      |  |
| 3007                           | 3108                           | 3107                           | 3008                           | 1978年11月7日  | 2022年7月27日 |                                      |  |
| 3009                           | 3110                           | 3109                           | 3010                           | 1979年8月22日  |               | 休車中(鈴蘭台車庫)                   |  |
| 3011                           | 3112                           | 3111                           | 3012                           | 1981年3月12日  |               |                                      |  |
| 3013                           | 3114                           | 3113                           | 3014                           | 1989年3月29日  |               | 車内床材更新編成                     |  |
| 3015                           | 3116                           | 3115                           | 3016                           | 1990年10月16日 |               | 車内床材更新編成・メモリアルトレイン |  |
| 3017                           | 3118                           | 3117                           | 3018                           | 1991年4月6日   |               | 車内床材更新編成・フルラッピング編成 |  |